# Apólice

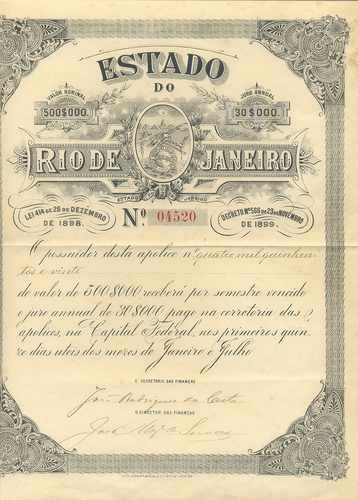
Apólice de 1899 emitida no estado do Rio de Janeiro.

Uma apólice é um documento emitido por uma seguradora, que formaliza a aceitação do risco objeto do contrato de seguro. Nela estão discriminadas uma série de condições, como o bem ou a pessoa segurado/a, as coberturas e garantias contratadas, o valor do prémio, onde se encontra a comissão do corretor e valor que o segurado deverá pagar pelo seguro, assim como o prazo do contrato, entre outras.
A emissão da apólice não condiciona o início da cobertura do bem. O bem estará coberto assim que o risco tiver sido aceito pelo Corretor de Seguros, caso tenha poderes para o fazer, ou mais vulgarmente pela própria seguradora. Esta operação poderá resultar na emissão de um bilhete de seguro ou certificado de cobertura. A apólice será enviada posteriormente.
Os elementos que fazem parte das apólices de seguros são: Condições Gerais, Particulares e Especiais, se as houver.